# Sir (cantante)
Sir Darryl Farris (Inglewood, California, 5 de noviembre de 1986), conocido como Sir (estilizado como SiR), es un cantante y compositor estadounidense. Nacido y criado en Inglewood, California, lanzó su álbum debut Seven Sundays (2015), a través del sello independiente Fresh Selects. Continuaría consiguiendo un contrato discográfico con el sello independiente Top Dawg Entertainment (TDE), con sede en Carson, donde lanzó su segundo álbum November (2018). Su tercer álbum, Chasing Summer (2019), también fue publicado por TDE, en conjunto con el sello importante RCA Records.

## Primeros años
Sir Darryl Farris creció en una familia de músicos; su madre, sus hermanos y su primo eran cantantes de góspel en Inglewood. Su madre era corista de Michael Jackson y Anita Baker, y su tío Andrew Gouche era bajista de Prince. Es el hermano menor del rapero nominado al premio Grammy D Smoke. Obtuvo una licenciatura en artes de grabación en la Escuela de Cine de Los Ángeles, donde desarrolló sus habilidades de composición, arreglos y producción.

## Carrera musical

### 2007–2014: Comienzos
En 2007, SiR se unió a un grupo de compositores llamado WoodWorks con sus hermanos y su prima Tiffany Gouché, quienes escribieron canciones para Jaheim y The Pussycat Dolls. Consiguió un trabajo de ingeniería para Tyrese Gibson en 2012 mientras desarrollaba silenciosamente su oficio como compositor. Después de conocer al dúo de compositores Dre & Vidal, pasó a trabajar con Anita Baker. Desde 2011 hasta 2015, coescribió material para Ginuwine, Jill Scott y Stevie Wonder. En 2014, apareció en el álbum Venice de Anderson .Paak.

### 2015–2018: Seven Sundays y firma con TDE
El 31 de julio de 2015, SiR lanzó su álbum debut, titulado Seven Sundays, a través del sello discográfico independiente Fresh Selects. El álbum contó con la producción de Knxwledge, DK The Punisher, Iman Omari, Chris Dave, J. LBS y más, así como con colaboraciones de Anderson .Paak, su hermano D Smoke y el rapero de Inglewood, Fat Ron. El éxito de Seven Sundays en SoundCloud llamó la atención de Dave Free de Top Dawg Entertainment, quien luego contactó a Fresh Selects para conectarlo con SiR.
A través de esa introducción inicial, SiR continuaría apareciendo en artistas de TDE, la canción del álbum 90059 de Jay Rock "The Ways" y "Rope/Rosegold" de Isaiah Rashad en The Sun's Tirade. El 6 de octubre de 2016, SiR lanzó el EP titulado HER, que incluye un artículo sobre "Cadillac Dreams" de Big K.R.I.T.. En enero de 2017, se anunció que SiR había firmado con Top Dawg Entertainment. El 10 de febrero de 2017, lanzó su primer EP en el sello titulado HER TOO con Anderson .Paak como invitado especial.
El 18 de enero de 2018, SiR lanzó su segundo álbum, November. Esta vez, el álbum contó con la producción de DJ Khalil, Mndsgn, Andre Harris, los colaboradores de Seven Sundays, DK The Punisher y J. LBS, y más. Las únicas características del proyecto vinieron a través de su compañero de sello TDE, ScHoolboy Q, y la cantautora británica Etta Bond.

### 2019–presente: Chasing Summer
El 8 de agosto de 2019, SiR anunció su tercer álbum a través de TDE, lanzando el primer sencillo del álbum, "Hair Down" con Kendrick Lamar. Chasing Summer se lanzó el 30 de agosto de 2019 e incluye colaboraciones invitadas de Kendrick Lamar, Lil Wayne, Jill Scott, Smino, Kadhja Bonet, Sabrina Claudio, y Zacari.

## Discografía
- 2015: Seven Sundays
- 2018: November
- 2019: Chasing Summer